# Provincia del Congo Centrale
La provincia del Congo Centrale (francese: province du Kongo Central) è una delle 26 province della Repubblica Democratica del Congo. Il suo capoluogo è la città di Matadi.
La provincia si trova nella parte più occidentale del Congo ed è l'unica con accesso al mare (Oceano Atlantico meridionale).
Nel precedente ordinamento amministrativo del Congo (in vigore dal 1997 fino al 2015) era una delle 11 provincie e, seppur con gli stessi confini attuali, era chiamata provincia del Basso Congo (Bas-Congo, in francese).

## Geografia fisica
La provincia è situata nella parte occidentale del paese e confina a nord con la Repubblica del Congo e con la città-provincia di Kinshasa, a sud con l'Angola, a nord-ovest con l'exclave angolana di Cabinda e a est con la provincia di Bandundu.

## Geografia antropica

### Suddivisioni amministrative
La provincia del Congo Centrale è suddivisa nelle città di Matadi e Boma, che comprendono vari comuni limitrofi, ed in 10 territori:
- territorio di Moanda, capoluogo: Moanda;
- territorio di Lukula, capoluogo: Lukula;
- territorio di Seke-Banza, capoluogo: Seke-Banza;
- territorio di Tshela, capoluogo: Tshela;
- territorio di Luozi, capoluogo: Luozi;
- territorio di Mbanza-Ngungu, capoluogo: Mbanza-Ngungu;
- territorio di Songololo, capoluogo: Songololo;
- territorio di Kasangulu, capoluogo: Kasangulu;
- territorio di Kimvula, capoluogo: Kimvula;
- territorio di Madimba, capoluogo: Madimba.